# 므네메
그리스 신화에서 므네메 /ˈniːmi/ (Μνήμη)는 그리스 신화의 여신으로, '옛 무사'라고도 불리는 세 명의 무사 중 하나다. 나머지 두 여신은 멜레테와 아오이데이다.

## 호메로스와 헤시오도스
호메로스는 무사를 어느 주의 시의 여신으로 노래하고 있다. 한편 무사들의 수를 9명이라고 소개한 사람은 헤시오도스로, '《신들의 계보》'에서 구체적으로 그 이름을 언급하며 노래하고 있다. 그러나 시인의 문학적 창작과는 별도로, 고대 그리스 각지에서 예부터 전해지는 전승에서는 무사의 수가 성배나 모이라이처럼 세 명으로 되어 있었다. 지역마다 이름은 달랐던 것 같지만 자세한 것은 명확하지 않다.

### 알크만의 말
기원전 7세기 고대 그리스의 서정 시인 알크만은 무사들이 세 명이며, 그 아버지와 어머니는 헤이시오드스가 말하듯이 제우스와 므네모시네가 아니라 우라노스와 가이아라고 말했다는 기록이 있다.

## 파우사니아스의 기록
로버트 그레이브스는 무사를 '헬리콘 산의 여신'이라며, 헤시오도스가 이 산의 여신으로부터 영감을 받은 것이 확실하다고 본다. 무사 숭배는 헬리콘 산이 본거지로, 거기서 조금 더 서쪽에 아폴론의 성지 델포이가 있으므로 무사들은 이 땅에서 예술을 많이 퍼트렸다고 여겨진다. 또 파우사니아스는 '그리스 안내기'에서 무사들의 아버지는 우라노스라고 적고 있고 나아가 세 무사의 이름은 므네메, 아오이데, 멜레테라고 밝힌다. 이처럼 므네메는 '옛 무사'의 한 명이다. 그 의미는 '기억'이며, 여기서 기억을 담당하는 여신이 바로 므네메라고 생각할 수 있다.

## 같이 보기
- 밈